# SN 2009iu
SN 2009iu – supernowa typu Ib odkryta 1 września 2009 roku w galaktyce NGC 7329. W momencie odkrycia miała maksymalną jasność 15,50m.